# Vihiga (hạt)
Hạt Vihiga là một hạt thuộc tỉnh Tây ở Kenya. Theo điều tra dân số ngày 24 tháng 8 năm 1999, hạt này có dân số 498883 người. Hạt Vihiga có diện tích 563 km². Hạt lỵ đóng tại Vihiga.